# Un país de contes per tothom
Un país de contes per tothom (en hongarès: Meseország mindenkié) és una antologia de faules clàssiques reescrites per incloure diverses minories ètniques i socials, com ara personatges LGBTI+, romanís, jueus, pobres, adoptats i amb discapacitats. En total, consta de disset contes de diverses autores il·lustrats per Lilla Bölecz i editats per Dorottya Redai i Boldizsar Nagy. L'Associació de Lesbianes Labrisz va publicar el llibre el 21 de setembre de 2020 i va ser censurat pel govern hongarès el juliol de 2021.
La publicació del llibre va tenir repercussions polítiques immediates. La líder del partit d'extrema dreta La Meva Pàtria, Dóra Dúró, va triturar el llibre el 25 de setembre en una roda de premsa on va declarar que «el país dels contes no pertany als pervertits». Com a resposta, músics, actors i escriptors van sortir en la seva defensa i l'associació hongaresa d'editors i llibreters va qualificar l'acte de reminiscència dels cremadors de llibres nazis i trituradors de llibres comunistes. Les vendes es van disparar. En en poques hores es van esgotar les primeres 1.500 còpies i es van fer més de 8.000 comandes anticipades.
El primer ministre d'Hongria i líder del partit Fidesz, Viktor Orbán, va declarar a la ràdio que «els hongaresos han estat pacients amb els homosexuals fins ara, però que deixin els nostres fills». El grup ultraconservador CitizenGo va crear una petició per retirar el llibre, que va aconseguir almenys 85.000 signatures, i un grup de neonazis, amb la connivència de la policia, va intentar impedir la lectura del llibre en un esdeveniment públic. Alguns alcaldes, com els de Csepel i Mezőkövesd, van prohibir l'ús del llibre a les guarderies locals. En conseqüència, diverses associacions i ONGs pels drets humans van escriure al defensor del poble hongarès perquè actués contra el discurs d'odi estatal homòfob.
L'agència hongaresa de consum va obligar el gener de 2021 a incloure al llibre un avís de «comportaments incoherents amb els rols de gènere tradicionals». Al juliol, la Comissió Europea va obrir un procediment d'infracció a Hongria per vulneracions a la llibertat d'expressió, discriminacions per orientació sexual i incompliments de les normes europees sobre pràctiques comercials deslleials. El mateix mes, el govern va prohibir la venda del llibre en establiments situats a una distància de 200 metres d'escoles i esglésies i va obligar a embolcallar-lo amb plàstic. La presidenta de l'associació d'editors de llibres hongaresos, Katalin Gal, va declarar que més de cent llibreries es trobaven en la zona de censura i que «això està empenyent de manera encoberta els editors cap a l'autocensura. Si els costa molt vendre aquests llibres, per què els imprimirien?».